# Plakortis
Plakortis is een geslacht van sponsdieren uit de klasse van de Homoscleromorpha.

## Soorten
- Plakortis albicans Cruz-Barraza & Carballo, 2005
- Plakortis angulospiculatus (Carter, 1879)
- Plakortis bergquistae Muricy, 2011
- Plakortis clarionensis Cruz-Barraza, Vega & Carballo, 2014
- Plakortis communis Muricy, 2011
- Plakortis copiosa Pulitzer-Finali, 1993
- Plakortis dariae Ereskovsky, Lavrov & Willenz, 2014
- Plakortis edwardsi Ereskovsky, Lavrov & Willenz, 2014
- Plakortis erythraena Lévi, 1958
- Plakortis fromontae Muricy, 2011
- Plakortis galapagensis Desqueyroux-Faúndez & van Soest, 1997
- Plakortis halichondrioides (Wilson, 1902)
- Plakortis hooperi Muricy, 2011
- Plakortis insularis Moraes & Muricy, 2003
- Plakortis japonica (Hoshino, 1977)
- Plakortis kenyensis Pulitzer-Finali, 1993
- Plakortis lita de Laubenfels, 1954
- Plakortis microrhabdifera Moraes & Muricy, 2003
- Plakortis myrae Ereskovsky, Lavrov & Willenz, 2014
- Plakortis nigra Lévi, 1953
- Plakortis petrupaulensis Domingos, Moraes & Muricy, 2013
- Plakortis potiguarensis Domingos, Moraes & Muricy, 2013
- Plakortis quasiamphiaster Díaz & van Soest, 1994
- Plakortis simplex Schulze, 1880
- Plakortis spinalis Domingos, Moraes & Muricy, 2013
- Plakortis zyggompha (de Laubenfels, 1934)